# 切爾沃內利曼 (阿爾切夫斯克區)
48°37′18″N 38°44′46″E / 48.62167°N 38.74611°E
切爾沃内利曼（烏克蘭語：Червоний Лиман）是位於烏克蘭東部的村莊，由盧甘斯克州阿爾切夫斯克區的卡迪伊夫卡市鎮負責管轄。該村始建於1957年，面積0.3平方公里，海拔高度93米，2001年人口83，人口密度每平方公里276.7人。